# Eurhynchium clinocarpum
Eurhynchium clinocarpum là một loài Rêu trong họ Brachytheciaceae. Loài này được (Taylor) Paris mô tả khoa học đầu tiên năm 1896.